# Dzwonkówka łuseczkowata
Dzwonkówka łuseczkowata (Entoloma scabrosum (Fr.) Noordel.) – gatunek grzybów z rodziny dzwonkówkowatych (Entolomataceae).

## Systematyka i nazewnictwo
Pozycja w klasyfikacji według Index Fungorum: Entoloma, Entolomataceae, Agaricales, Agaricomycetidae, Agaricomycetes, Agaricomycotina, Basidiomycota, Fungi.
Po raz pierwszy gatunek ten opisał w 1838 r. Elias Fries, nadając mu nazwę Agaricus scabrosus (bazonim). W 1985 r. Machiel Evert Noordeloos przeniósł go do rodzaju Entoloma. Pozostałe synonimy:
- Entoloma scabrosum var. microsporum E. Ludw. & Noordel. 2007
- Hyporrhodius scabrosus (Fr.) Henn., in Engler & Prant 1898
- Leptonia scabrosa (Fr.) Sacc. 1887
- Rhodophyllus scabrosus (Fr.) Quél. 1886

Polską nazwę zaproponował Władysław Wojewoda w 2003 r.

## Morfologia
Kapelusz
Średnica 18–60 mm, początkowo wypukły, później płaski z nieznacznie zagłębionym środkiem i podgiętym brzegiem, wyraźnie higrofaniczny; w stanie wilgotnym ciemnobrązowy z prawie czarnym środkiem, w stanie suchym blady do szarobrązowego, ciemniejszy w środku, półprzezroczysto prążkowany na brzegu, całkowicie koncentrycznie łuskowaty, najsilniej na środku.
Blaszki
Od 25 do 35 z blaszeczkami (l = 3–5), odlegle wykrojone, o szerokości do 6 mm, średnio gęste, czasami żyłkowane, początkowo szarobiałe, następnie brudnoróżowe. Ostrza całobrzegie, tej samej barwy.
Trzon
Wysokość 40–90 mm, grubość 1,2–2,2 cm, cylindryczny, z poszerzoną podstawą i białymi włókienkami grzybni u podstawy. Powierzchnia u młodych okazów brązowa z wyraźnym fioletowym odcieniem, zwłaszcza w środku, u starszych z brązowym odcieniem, naga, prawie błyszcząca, ale z kilkoma rozproszonymi, srebrzystymi, podłużnymi włókienkami, podczas suszenia staje się włókienkowato-prążkowana.
Miąższ
Pod skórką tej samej barwy co skórka, w wewnętrznych częściach kapelusza i trzonu blady. Zapach bardzo silny, zielny lub prawie aromatyczny, przypominający zapach dzwonkówki fioletowawej Entoloma euchroum.
Cechy mikroskopowe
Podstawki 24–45 × 11–16,5 µm, 4-zarodnikowe, bez sprzążek. Zarodniki 10–13,5 × 6,5–9 µm, Qav = 1,4, w widoku z boku 5–6 (–7)-kątne. Cystyd brak. Skórki kapelusza typu trichoderma do hymeniderma w środku, zbudowana z cylindrycznych do maczugowatych strzępek z elementami końcowymi o szerokości do 30 µm, ku krawędzi bardziej przypominająca przejście między cutis i trichodermą, zbudowana z rozszerzonych do 18 µm elementów. W skórce kapelusza brązowy, wewnątrzkomórkowy pigment, błyszczące granulki obecne, ale nieliczne w tramie kapelusza. Brak sprzążek.
Gatunki podobne
Jest blisko spokrewniona z dzwonkówką wczesną Entoloma anatinum, ale różni się od niej kolorem, kształtem kapelusza, powierzchnią trzonu i siedliskiem.

## Występowanie i siedlisko
Podano stanowiska w niektórych krajach Europy i w jednym miejscu w Ameryce Północnej. Gatunek bardzo rzadki. W Polsce do 2003 r. jedno stanowisko podała Alina Skirgiełło w Białowieskim Parku Narodowym, w późniejszych latach podano kilka następnych.
Grzyb naziemny. Podano stanowiska w lesie pod olszami.